# Ascobolus crosslandii
Ascobolus crosslandii är en svampart som beskrevs av Boud. 1898. Ascobolus crosslandii ingår i släktet Ascobolus och familjen Ascobolaceae.   Inga underarter finns listade i Catalogue of Life.